# ایکونو، هیوگو
ایکونو (生野町 Ikuno-chō) شهرکی واقع در شهرستان آساگو، استان هیوگو، ژاپن بود.

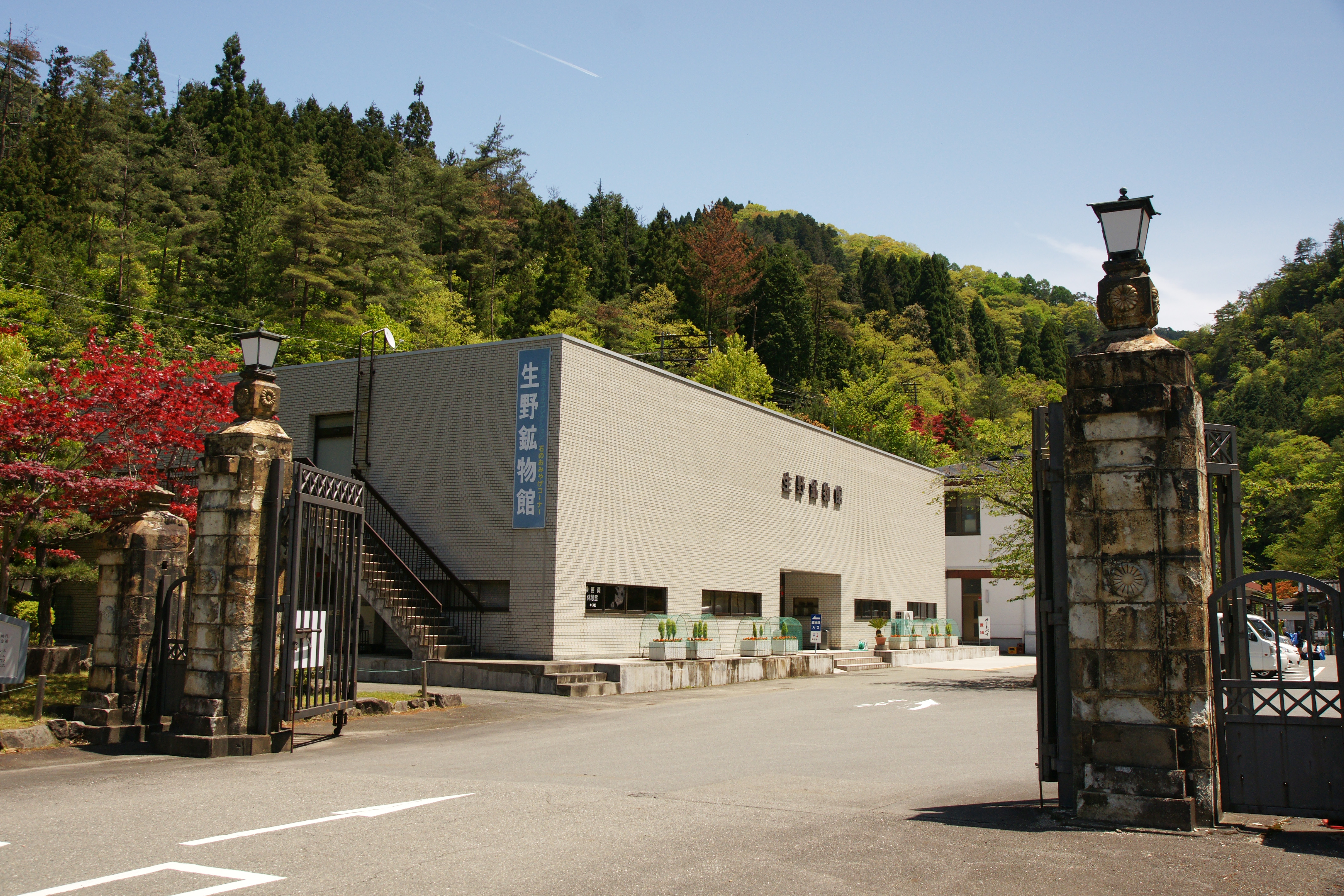
موزه معدنی ایکونو

در سال ۲۰۰۳، این شهر دارای جمعیت تخمینی ۴۸۷۲ و تراکم ۴۳٫۵۰ نفر در کیلومتر مربع؛ و مساحت کل ۱۱۲٫۰۱ کیلومتر مربع بود.
در ۱ آوریل ۲۰۰۵، ایکونو همراه با شهرهای آساگو (سابق)، سانتو و وادایاما (همه از شهرستان آساگو)، برای ایجاد شهر آساگو ادغام شد و دیگر به عنوان یک شهرداری مستقل وجود ندارد. این شهر کوچک‌ترین شهر شهرستان آساگو است.